# Idiocercus pirozynskii
Idiocercus pirozynskii är en svampart som beskrevs av B. Sutton 1967. Idiocercus pirozynskii ingår i släktet Idiocercus, divisionen sporsäcksvampar och riket svampar.   Inga underarter finns listade i Catalogue of Life.